# Påhittige Schulz
Påhittige Schulz  (engelska: Private Schulz) är en brittisk TV-serie i sex delar från 1981.
Serien hade svensk premiär på SVT i december 1981.

## Handling
Påhittige Schulz tar en komisk vinkel på Operation Bernhard, en nazitysk plan under andra världskriget för att destabilisera den brittiska ekonomin genom att översvämma landet med falska pundsedlar.

## Rollista i urval
- Michael Elphick - menige Gerhard Schulz
- Ian Richardson - major Neuheim / Gerald Melfort / Stanley Kemp
- Billie Whitelaw - Bertha Freya
- Rula Lenska - Gertrude Steiner
- Cyril Shaps - "Solly" Solikoff
- Walter Sparrow - Becker
- David Swift - professor Bodelschwingh
- Ken Campbell - herr Krauss